# Estonia
M/F Estonia var en bilfærge bygget i 1979 på værftet Jos. L. Meyer i Papenburg i Tyskland. 
Det forliste i 1994 i Østersøen. Forliset regnes for en af de største skibskatastrofer i nyere tid. 852 omkom og 137 overlevede ulykken.

## Baggrund
Efter opløsningen af Sovjetunionen og jerntæppets fald blev det lettere at rejse mellem de nordiske og baltiske lande. Den første overfart mellem Tallinn og Stockholm fandt sted den 1. februar 1993. Der var afgang hver anden dag fra henholdsvis Tallinn og Stockholm. Færgen benyttedes hovedsageligt af svenskere og estere og af mange nordmænd. Skibet var dengang Estlands største skib og var et symbol på landets uafhængighed efter Sovjetunionens fald.
I sommmeren 1986, da færgen hed Viking Sally, blev en forretningsmand udsat for rovmord, som sømanden Reijo Hammar blev dømt for at have begået. Han blev senere kaldt Finlands farligste fange på grund af de forbrydelser, han senere begik. Han blev benådet i december 2004 af den finske præsident Tarja Halonen. Kun et år efter rovmordet, i sommeren 1987, blev der begået endnu et mord ombord; to vesttyske turister, 20-årige Klaus Schelke og 22-årige Bettina Taxis var på vej fra Sverige til Finland, da Schelke blev myrdet og Taxis blev påført livsfarlige kvæstelser. De blev fundet af tre spejderdrenge på vej til jamboree; den ene af spejderne blev mange år senere tiltalt for drabet.

## Forliset
Estonia (latin og engelsk for "Estland") endte natten mellem den 27. og 28. september 1994 i et af de største skibsforlis i nyere tid. 852 mennesker omkom, da færgen sank i Østersøen mellem Sverige og Estland. 137 af de ombordværende overlevede ulykken. Danskeren Morten Boje Hviid var blandt de overlevende.
Katastrofen indtraf, da Estonia på vej fra Tallinn til Stockholm sejlede ind i et kraftigt uvejr. En stor bølge, der ramte bovporten omkring kl. 00.55 lokal tid, resulterede senere i, at bovporten og den bagvedliggende bilrampe blev revet af skibet.
Skibet var afgået let forsinket fra Tallinn kl. ca. 19.15 og skulle være ankommet i Stockholm omkring kl. 09.30. Ombord var der i alt 989 personer: 803 passagerer og 186 besætningsmedlemmer. De fleste af passagererne var skandinaver, og de fleste af besætningsmedlemmer var estere. Skibet var fuldt lastet og hældede en smule til bagbord som følge af den måde, lasten på bildækket var placeret på.
Ifølge den officielle undersøgelsesrapport var det hårdt vejr med blæst på mellem 15 og 20 m/s svarende til 7-8 på Beaufort-skalaen. Bølgerne var mellem 4 og 6 meter høje. Til sammenligning var de højeste bølger nogensinde registreret i Østersøen 7,7 m høje. Esa Mäkelä, der var kaptajn på Silja Europa, der udpegedes til den ansvarlige for redningsindsatsen, beskrev vejret som "almindeligt dårligt" eller som en typisk efterårsstorm i Østersøen. Alle færger i planlagt fast rutefart var på søen den aften.
Ifølge den officielle rapport var det ikke muligt at fastslå Estonias nøjagtige hastighed, da ulykken indtraf. For at overholde skibets afgangs- og ankomsttider skulle hun holde en fart på mellem 16 og 17 knob. Styrmanden på Viking Lines Mariella sporede Estonias hastighed via radar til ca. 14,2 knob umiddelbart før de første tegn på, at hun var i nød. Officererne på Silja Europa skønnede Estonias fart til mellem 14 og 15 knob omkring midnat.
De første tegn på, at Estonia var i nød, kom, da et metallisk brag hørtes som følge af, at en voldsom bølge ramte bovporten omkring kl. 01.00. Da befandt skibet sig i udkanten af den finske skærgård. Besætningen nøjedes dog med at tjekke bovportens og bovvisirets alarmpanel, der ikke indikerede fare på færde. Muligvis fordi broen var placeret et stykke tilbage på overbygningen af skibet, har det ikke været muligt for besætningen på broen at se, at bovporten var voldsomt beskadiget. Omkring kl. 01.15 blev visiret revet løs fra skibet, og skibet tog øjeblikkeligt vand om bord, hvilket hurtigt resulterede i en kraftig slagside på mellem 30 og 40 grader. Skibet blev styret op imod vinden, for at forsøge at modvirke slagsiden. 
Kl. ca. 01.20 standsede Estonias hovedmotorer og generatorer, skibet var således ikke muligt at styre længere og total strømsvigt indtraf. Al lys gik ud og kun nødbelysning var tændt. Dette vanskeliggjorde evakueringen endnu mere. Kl. 01.30 var slagsiden 90 grader og nødbelysningsgeneratoren som var placeret ved skorstenen stoppede og skibet blev totalt mørkelagt. På dette tidspunkt har overlevende fortalt, at Estonias tågehorn lød for sidste gang i flere sekunder. Om der blev trykket på knappen, af nogle af officererne som fortsat var på broen eller om vandindtrængning, fik hornet til at lyde, det vides ikke. Men, overlevende har fortalt, at det føltes som et sidste “farvel” og et “red, hvad reddes kan” signal fra Estonia. 
Den generelle evakueringsalarm ombord aktiveredes tilsyneladende kl. 01.20, men skibets kraftige slagside og de store vandmasser, som skibet tog ind, forhindrede mange i at komme på båddækket. Visse overlevende har fortalt at de intet alarmsignal eller besked hørte over højttalerne. Et mayday-signal blev udsendt af besætningen kl. 01.22, men det fulgte ikke den internationale standard. Først da Estonias besætning fik kontakt til Silja Europa over radioen, blev der sagt "Mayday". Da der ikke længere var strøm ombord på Estonia, var det til at begynde med ikke muligt for besætningen at angive skibets position, hvilket forsinkede redningsindsatsen. Først et stykke tid senere fik Estonia transmitteret sin position til Silja Europa og Mariella. Omkring kl. 01.50 forsvandt Estonia fra radarskærmene på de skibe, der var i nærheden, da hun gik ned i det hårde vejr.
Forskere i Hamburg har simuleret færgens bevægelser og fundet de medvirkende årsager til forliset.
Der har været en del spekulationer og konspirationsteorier omkring forliset.

## Redningsaktionen
Mariella, der var den første af fem færger, der var fremme på stedet for forliset, ankom kl. 02.12. Eftersom Mayday-signalet ikke blev opfattet med det samme, blev der først slået katastrofealarm kl. 02.30. Mariella søsatte åbne redningsflåder, som 13 af de skibbrudne fra Estonia kunne kravle i sikkerhed på. Den første af de svenske og finske redningshelikoptere var fremme kl. 03.05, og disse begyndte at flyve overlevende til land. De finske kystvagthelikoptere af typen Super Puma og Agusta Bell 412 valgte den mere risikable løsning at bringe overlevende til færgerne ved at lande på færgerne. Piloten fra Super Pumaen beskrev efterfølgende landingerne på færgerne som det mest vanskelige aspekt ved redningsaktionen. Ikke desto mindre reddede alene denne helikopter 44 overlevende, hvilket var mere end de fem færger tilsammen. Isabella reddede 15 overlevende med sin redningsslidske.
Af de 989 om bord overlevede de 138. En døde efterfølgende på hospitalet. Færgerne reddede i alt 34, helikopterne 104. Færgerne spillede en langt mindre rolle, end man oprindeligt havde forventet, fordi det viste sig for risikabelt at søsætte MOB-bådene (Mand Over Bord) i den hårde sø. 
Af de 852 omkomne var 501 fra Sverige, 285 var fra Estland, 17 fra Letland, 11 fra Rusland, 10 fra Finland, 10 fra Tyskland, 6 fra Norge og 5 fra Danmark. En lang række andre nationaliteter var også blandt de omkomne. De fleste druknede eller døde af hypotermi, eftersom vandtemperaturen kun var mellem 10 og 11 grader. 93 lig blev fundet i løbet af de første 33 dage efter forliset. Offer nr. 94 blev fundet efter 18 måneder. Da helikopterne ankom, var omkring en tredjedel af de mennesker, der var sluppet væk fra Estonia, døde af underafkøling. Kun halvdelen af dem, der formåede at redde sig væk fra skibet, overlevede. De, der overlevede forliset, var primært unge mænd med godt fysisk helbred. Kun 17 personer over 55 år overlevede. Der var ingen overlevende under 12 år. Undersøgelsesrapporten konkluderede, at omkring 650 mennesker stadig var inde i skibet, da det sank. Omkring 310 mennesker nåede op på båddækkene, og 160 nåede at komme i en redningsflåde eller redningsbåd. 650 af de 757 savnede personer skønnes fortsat at være inde i skibet.

## Beskyttelse af vraget
I 1998 besluttede den svenske Rigsdag, at skibet ikke skulle bjærges, og at gravfreden i stedet skulle sikres. Derfor planlagde man at dække vraget i sand og sten. Dette protesterede de pårørende kraftigt over, og planen blev opgivet. Der er i dag forbud mod at dykke på vraget. Forbuddet gælder dog ikke alle nationaliteter idet vraget ligger i internationalt farvand.

## Følger
Eftersom bovporten blev tillagt en betydelig rolle som årsag til ulykken, medførte forliset, at sikkerheden især på dette område blev skærpet: passagerskibe forsynes nu med en indre bovport (en del af kørselsrampen), som skal lukke vandtæt. Bovporten lukker op efter, det vil sige, at ved tryk udefra (fx fra vandmasser) presses bovporten endnu mere ind mod vogndækket. Ligeledes blev lukkemekanismerne adskilt således, at først efter den indre bovports fuldstændige lukning igangsættes lukningen af den ydre bovport.
En anden følge af forliset har været, at beredskabet er blevet forbedret. I Finland er der ved alle kystnære sygehuse anlagt landingsplads for helikoptere, således at reddede personer hurtigere kan komme under sygebehandling.
En tredje følge af forliset har været, at reglerne om registrering af de rejsende er blevet skærpet.

## Navne og ejere
Skibet blev drevet under flere navne og forskellige ejere:
- 1980-1990. Viking Sally var i rute mellem Åbo og Stockholm. Ejer: Viking-linjen.
- 1991 Silja Star. Ejer: Silja Line.
- 1991-1993 Wasa King i rute mellem Vaasa og Umeå. Ejer: Wasa Line.
- 1993 Fra januar M/F Estonia. Ejer: det svensk-estiske rederi EstLine Marine Company, som også drev færgeruten. EstLine Maritime Company var halvt ejet af den estiske stat og det svenske rederi Nordström & Thulin. M/F Estonia sejlede fra den 1. februar 1993 til forliset i rutetrafik mellem Tallinn i Estland og Stockholm i Sverige.